# Michou Friesz

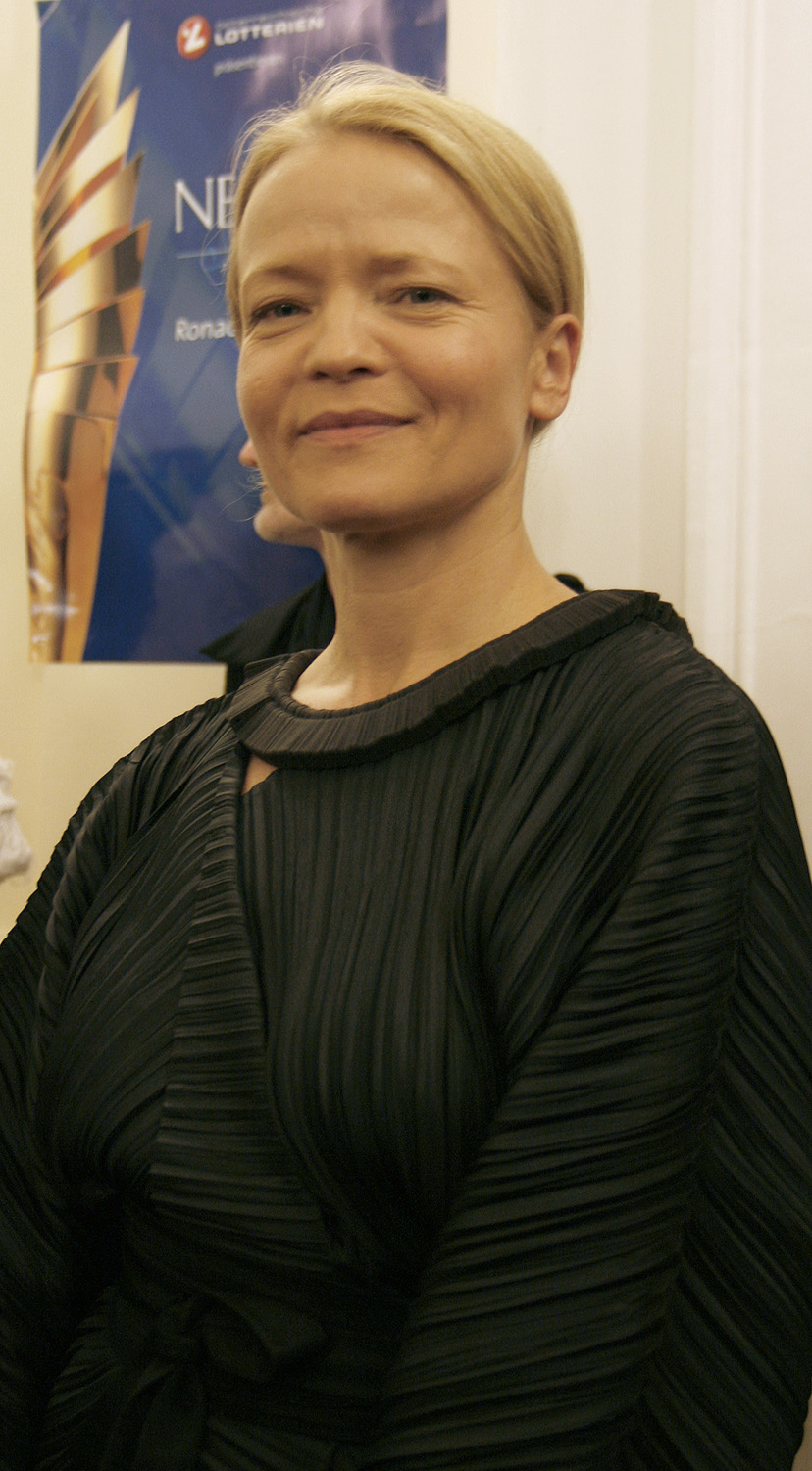
Michou Friesz (Wien 2008)

Michou Friesz (* 30. Jänner 1962 in Wien) ist eine deutschsprachige Schauspielerin, die in zahlreichen Serien und Filmen sowie am Theater in Österreich und Deutschland mitgewirkt hat.

## Leben
Sie hat am Max-Reinhardt-Seminar in Wien sowie bei Marilyn Fried in New York Schauspiel studiert.
Von 1983 bis 1994 war sie vor allem im Schauspielhaus in Wien und am Schiller-Theater in Berlin tätig.
Anfang der 1990er Jahre startete Friesz ihre Film- und Fernsehkarriere und spielte seitdem in zahlreichen Film- und Theaterproduktionen. Sie arbeitete mit namhaften Regisseuren wie Marlene Streeruwitz, Hans Gratzer, Otto Schenk und Robert Dornhelm zusammen.
Im Jahr 2009 hat Michou Friesz gemeinsam mit anderen österreichischen Filmschaffenden die Akademie des Österreichischen Films gegründet.
Mit ihrem Neffen Aaron Friesz stand sie im Februar 2021 erstmals für den Kurzfilm Drama (Uraufführung beim Ars Electronica Festival) vor der Kamera. Zuvor waren die beiden 2019 im Fernsehfilm Im Schatten der Angst zu sehen.
Sie ist geschieden und hat eine Tochter.

## Filmografie (Auswahl)
- 1993: Der Fall Lucona
- 1994: Polizeiruf 110 – Lauf, Anna, lauf! (Fernsehreihe)
- 1994: Tatort – Ostwärts (Fernsehreihe)
- 1995: Stockinger (Fernsehserie)
- 1995: Exit II – Verklärte Nacht (Film)
- 1997: Tatort – Hahnenkampf
- 1997: Tatort – Alptraum
- 1997: Tatort – Morde ohne Leichen
- 1997: Die Neue – Eine Frau mit Kaliber
- 1998: Tatort – Allein in der Falle
- 1998: Fink fährt ab
- 1999, 2002: Kommissar Rex (Fernsehserie)
- 1999: Die Nichte und der Tod (Fernsehfilm)
- 1999: Tatort – Absolute Diskretion
- 1999: Untersuchung an Mädeln
- 2000: Der Bulle von Tölz: Rote Rosen
- 2000: Polt muss weinen
- 2001: Trautmann
- 2002: Brüder
- 2003: Ausgeliefert
- 2003: Ravioli
- 2004: Villa Henriette
- 2004: Tatort – Tod unter der Orgel
- 2005: Vier Frauen und ein Todesfall (Fernsehserie, eine Folge)
- 2005: Polly Adler – Eine Frau sieht rosa
- 2005: In 3 Tagen bist du tot
- 2005: Mutig in die neuen Zeiten – Im Reich der Reblaus
- 2006: Mutig in die neuen Zeiten – Nur keine Wellen
- 2006: SOKO Wien (Fernsehserie, eine Folge)
- 2007: Zodiak – Der Horoskop-Mörder
- 2007: Schuldig
- 2008: In 3 Tagen bist du tot 2
- 2008: SOKO Köln (Fernsehserie, eine Folge)
- 2009: Das Vaterspiel
- 2009: Marie Brand und das mörderische Vergessen
- 2010: Tatort – Glaube, Liebe, Tod
- 2011: Carl & Bertha
- 2013: Paul Kemp – Alles kein Problem (Fernsehserie, ORF/ARD)
- 2013: Polt.
- 2014: Landkrimi – Die Frau mit einem Schuh
- 2015: Heiter bis tödlich: Monaco 110 – Liebe, Lüge, Leidenschaft
- 2015: Meine fremde Frau
- 2016: Tatort – Sternschnuppe
- 2016: Was hat uns bloß so ruiniert
- 2016: Die Chefin – Licht und Schatten
- 2017: SOKO Kitzbühel – Liebe bringt den Tod
- 2017: Tatort – Wehrlos
- 2017: Trakehnerblut (Fernsehserie)
- 2018: Alt, aber Polt
- 2019: Im Schatten der Angst
- 2021: Stadtkomödie – Die Unschuldsvermutung (Fernsehreihe)
- 2021: Vienna Blood – Die traurige Gräfin (Fernsehreihe)
- 2022: Taktik
- 2022: Totenfrau (Fernsehserie)
- 2023: Die Vermieterin
- 2023: Der Pass (Fernsehserie, 1 Folge)

## Theater (Auswahl)
- Orpheus in der Unterwelt (1983, Schillertheater in Berlin)
- Gespenster (1986, Stadttheater Bielefeld)
- Die Katze auf dem heißen Blechdach (1988, Stadttheater Bielefeld)
- Mayerling (2017, Rabenhoftheater, Wien)
- MOLIèRE nach M. Bulgakow (2022, Sommerspiele Perchtoldsdorf)

## Hörspiele
- 2012: Philipp Blom: Glenns Listen (Geliebte) – Regie: Peter Kaizar (Hörspiel – ORF)

## Andere Arbeiten
Michou Friesz hat ein Hörbuch aufgenommen, Weil deine Augen ihn nicht sehen von Mary Higgins Clark, welches 2007 im Random House Audio Verlag erschienen ist.

## Auszeichnungen und Preise
- Förderungspreis zur Kainz-Medaille 1992
- ORF-Hörspielpreis als Schauspielerin des Jahres 1998
- Schauspieler des Jahres des ORF im Jahr 1999